# Wahlkreis Cardiff South and Penarth (House of Commons)
Cardiff South and Penarth (Walisisch: De Caerdydd a Phenarth) ist ein walisischer Wahlkreis für das Unterhaus des britischen Parlaments, der 1983 erstellt wurde.

## Das Gebiet des Wahlkreises
Der Wahlkreis umfasst die Wahlbezirke Butetown, Grangetown, Llanrumney, Rumney, Splott und Trowbridge sowie die Vale of Glamorgan County Borough electoral divisions of Cornerswell, Llandough, Plymouth, St Augustine’s, Stanwell und Sully.

## Die bisherigen Abgeordneten des Wahlkreises
| Wahl | Wahl | Abgeordneter    | Partei | Bild |
| ---- | ---- | --------------- | ------ | ---- |
|      | 1983 | James Callaghan | Labour |      |
|      | 1987 | Alun Michael    | Labour |      |
|      | 2012 | Stephen Doughty | Labour |      |

### Die Ergebnisse der Unterhauswahlen in den 2010er Jahren
Britische Unterhauswahl 2019 — Cardiff South and Penarth
| Unterhauswahl 2019: Cardiff South and Penarth |                       |                       |         |      |       |
| Partei                                        | Partei                | Kandidat              | Stimmen | %    | ±     |
|                                               | Labour Co-op          | Stephen Doughty       | 30,182  | 59.5 | +16.7 |
|                                               | Konservative          | Bill Rees             | 15,318  | 30.2 | +3.4  |
|                                               | Plaid Cymru           | Ian Titherington      | 2,162   | 4.3  | -3.1  |
|                                               | Liberaldemokraten     | Emma Sands            | 1,430   | 2.8  | -2.1  |
|                                               | UKIP                  | Andrew Bevan          | 942     | 1.9  | -11.9 |
|                                               | Grüne                 | Anthony Slaughter     | 532     | 1.0  | -2.7  |
|                                               | Piraten               | Jebediah Hedges       | 170     | 0.3  | +0.3  |
| Mehrheit                                      | Mehrheit              | Mehrheit              | 14,864  | 29.3 | +13.3 |
| Wahlbeteiligung                               | Wahlbeteiligung       | Wahlbeteiligung       | 50,736  | 66.3 | +4.9  |
|                                               | Labour Co-op gehalten | Labour Co-op gehalten | Swing   | +6.7 |       |

| Unterhauswahl 2015: Cardiff South and Penarth |                       |                       |         |      |       |
| Partei                                        | Partei                | Kandidat              | Stimmen | %    | ±     |
|                                               | Labour Co-op          | Stephen Doughty       | 19,966  | 42.8 | +3.9  |
|                                               | Konservative          | Emma Warman           | 12,513  | 26.8 | -1.5  |
|                                               | UKIP                  | John Rees-Evans       | 6,423   | 13.8 | +11.2 |
|                                               | Plaid Cymru           | Ben Foday             | 3,443   | 7.4  | +3.2  |
|                                               | Liberaldemokraten     | Nigel Howells         | 2,318   | 5.0  | -17.3 |
|                                               | Grüne                 | Anthony Slaughter     | 1,746   | 3.7  | +2.5  |
|                                               | TUSC                  | Ross Saunders         | 258     | 0.6  | N/A   |
| Mehrheit                                      | Mehrheit              | Mehrheit              | 7,453   | 16.0 | −11.4 |
| Wahlbeteiligung                               | Wahlbeteiligung       | Wahlbeteiligung       | 46,667  | 61.4 | +1.2  |
|                                               | Labour Co-op gehalten | Labour Co-op gehalten | Swing   | +2.7 |       |

| Nachwahl 2012: Cardiff South and Penarth |                       |                       |        |      |       |
| Partei                                   | Partei                | Kandidat              | Votes  | %    | ±     |
|                                          | Labour Co-op          | Stephen Doughty       | 9,193  | 47.3 | +8.4  |
|                                          | Konservative          | Craig Williams        | 3,859  | 19.9 | -8.4  |
|                                          | Liberaldemokraten     | Bablin Molik          | 2,103  | 10.8 | −11.5 |
|                                          | Plaid Cymru           | Luke Nicholas         | 1,854  | 9.5  | +5.3  |
|                                          | UKIP                  | Simon Zeigler         | 1,179  | 6.1  | +3.5  |
|                                          | Grüne                 | Anthony Slaughter     | 800    | 4.1  | +2.9  |
|                                          | Socialist Labour      | Andrew Jordan         | 235    | 1.2  | N/A   |
|                                          | Kommunisten           | Robert Griffiths      | 213    | 1.1  | +0.7  |
| Mehrheit                                 | Mehrheit              | Mehrheit              | 5,334  | 27.4 | +16.8 |
| Wahlbeteiligung                          | Wahlbeteiligung       | Wahlbeteiligung       | 19,436 | 25.7 | -34.8 |
|                                          | Labour Co-op gehalten | Labour Co-op gehalten | Swing  | N/A  |       |

| Unterhauswahl 2010: Cardiff South and Penarth |                       |                       |         |      |       |
| Partei                                        | Partei                | Kandidat              | Stimmen | %    | ±     |
|                                               | Labour Co-op          | Alun Michael          | 17,262  | 38.9 | −7.7  |
|                                               | Konservative          | Simon Hoare           | 12,553  | 28.3 | +4.4  |
|                                               | Liberaldemokraten     | Dominic Hannigan      | 9,875   | 22.3 | +2.4  |
|                                               | Plaid Cymru           | Farida Aslam          | 1,851   | 4.2  | −1.1  |
|                                               | UKIP                  | Simon Zeigler         | 1,145   | 2.6  | +1.2  |
|                                               | Unabhängiger          | George Burke          | 648     | 1.5  | N/A   |
|                                               | Grüne                 | Matthew Townsend      | 554     | 1.2  | −0.6  |
|                                               | Christen              | Clive Bate            | 285     | 0.6  | N/A   |
|                                               | Kommunisten           | Robert Griffiths      | 196     | 0.4  | N/A   |
| Mehrheit                                      | Mehrheit              | Mehrheit              | 4,709   | 10.6 | -14.4 |
| Wahlbeteiligung                               | Wahlbeteiligung       | Wahlbeteiligung       | 44,369  | 60.2 | +2.0  |
|                                               | Labour Co-op gehalten | Labour Co-op gehalten | Swing   | −6.0 |       |